# Маэда, Сари
Сари Маэда (яп. 古谷 沙理 в девичестве Фуруя; род. 25 мая 1990, Куттян, Хоккайдо) — японская биатлонистка, член сборной Японии по биатлону. Участница Зимних Олимпийских игр 2018 и 2022.

## Результаты

### Олимпийские игры
| Соревнование  | Индивидуальная | Спринт | Преследование | Масс-старт | Эстафета | Смешанная эстафета |
| ------------- | -------------- | ------ | ------------- | ---------- | -------- | ------------------ |
| 2018 Пхёнчхан | 85             | 49     | 54            | —          | 17       | —                  |
| 2022 Пекин    | 74             | 67     | —             | —          | 17       | 19                 |

### Чемпионаты мира
| Соревнование      | Индивидуальная | Спринт | Преследование | Масс-старт | Эстафета | Смешанная эстафета |
| ----------------- | -------------- | ------ | ------------- | ---------- | -------- | ------------------ |
| 2016 Холменколлен | —              | —      | —             | —          | 19       | —                  |
| 2017 Хохфильцен   | 68             | 59     | 58            | —          | 20       | 15                 |
| 2019 Эстерсунд    | 84             | 14     | 30            | —          | 19       | 15                 |
| 2020 Антерсельва  | 56             | 55     | 52            | —          | 21       | 20                 |
| 2021 Поклюка      | 47             | 70     | —             | —          | 15       | 20                 |

## Кубок мира
| Сезон   | ОЗ   | ИГЗ  | СЗ   | ГПЗ  | МСЗ |
| ------- | ---- | ---- | ---- | ---- | --- |
| 2021/22 | 82-я | —    | 86-я | 58-я | —   |
| 2020/21 | 93-я | —    | 89-я | —    | —   |
| 2018/19 | 64-я | —    | 48-я | 70-я | —   |
| 2017/18 | 69-я | —    | 62-я | 67-я | —   |
| 2016/17 | 97-я | 65-я | —    | —    | —   |